# Petrus Broms (1693-1749)
Petrus Broms, född 27 november 1693 i Linköpings församling, Östergötlands län, död 8 oktober 1749 i Östra Ryds församling, Östergötlands län, var en svensk präst.

## Biografi
Petrus Broms föddes 1693 i Linköpings församling. Han var son till andre teologie lektorn Petrus Broms och Helena Pontin. Broms studerade i Linköping och blev höstterminen 1714 student vid Uppsala universitet. Han blev 1731 student vid Greifswalds universitet och 1732 kollega vid Linköpings trivialskola. Den 29 april 1734 prästvigdes Broms och blev 13 september 1734 kyrkoherde i Gistads församling. Han blev 1744 kontraktsprost i Skärkinds kontrakt och 30 maj 1744 kyrkoherde i Östra Ryds församling, tillträdde 1745. Broms predikade vid prästmötet 1748. Han avled 1749 i Östra Ryds församling och begravdes 26 oktober samma år i Östra Ryds kyrka av prosten David Evensson i Norrköping.

### Familj
Broms gifte sig 18 maj 1735 med Birgitta Elisabeth Bangelius (1708–1775), vilken var änka efter kyrkoherden Simon Lundmark i Gistads församling samt dotter till kyrkoherden Martinus Bangelius i Gistads församling. De fick tillsammans barnen Helena Broms (1736–1774) som var gift med löjtnanten Henric Christian Brandkula, Catharina Broms (1739–1739), Petrus Broms (1741–1757) och Elisabeth Broms (1743–1784) som var gift med löjtnanten Carl Hadorph.